# Ласточкохвостая щурка
Ласточкохвостая щурка (лат. Merops hirundineus) — вид птиц из семейства щурковых.

## Описание
Ласточкохвостая щурка — яркая и стройная птица с неповторимой окраской оперения и вилочковым хвостом. Основной окрас оперения зелёный, горло жёлтое, полоса вокруг шеи синяя, через глаза проходит чёрная полоса. Клюв также чёрный. Длина тела составляет 20—22 см, включая длинные, зелёные, либо синие перья хвоста. Половой диморфизм отсутствует. Самки немного бледнее, полоса на шее тоньше, а вилочковый хвост меньше. У молодых птиц шея белёсая, полоса на шее отсутствует и хвост меньше. У подвида Merops hirundineus heuglini полоса на шее более тёмно-синяя, чем у подвидов южных популяций.

## Распространение
Ласточкохвостая щурка обитает в саванных лесах Африки южнее Сахары.

## Образ жизни
Ласточкохвостая щурка питается преимущественно насекомыми, в частности, пчёлами, осами и шершнями, ловит которых в воздухе из засады. Птицы предпочитают питаться медоносными пчёлами. Они часто охотятся стаями и имеют совместные места ночёвок.

## Размножение
Ласточкохвостые щурки гнездятся парами или очень маленькими колониями в песчаных берегах рек. Здесь в конце периода засухи они выкапывают относительно длинный туннель, в котором откладывают 2 или 4 шарообразных, белых яйца. Самостоятельными птенцы становятся ещё до начала сезона дождей.

## Подвиды
Выделяют 4 подвида:
- M. hirundineus chrysolaimus Jardine & Selby, 1830 — восточный Сенегал до северной Центральноафриканской Республики.
- M. hirundineus heuglini (Neumann, 1906) — северо-восточная Демократическая Республика Конго, северная Уганда, южный Судан и юго-западная Эфиопия.
- M. hirundineus furcatus Stanley, 1814 — южная Демократическая Республика Конго, северная Танзания и юго-восточная Кения до Анголы и Мозамбика.
- M. hirundineus hirundineus — южная Ангола, юго-западная Замбия и западная Зимбабве до юга Южной Африки (Капская провинция).